# Calle Hurtado de Amézaga
La calle Hurtado de Amézaga es una calle ubicada en el centro de la villa de Bilbao. Se inicia en la plaza Circular y finaliza en la plaza Zabalburu.

## Edificios de interés
Diversos edificios reseñables rodean la calle Hurtado de Amézaga:
- Estación de Abando Indalecio Prieto.
- Torre Bizkaia.
- Edificio de la sede en Bilbao de las Juntas Generales de Vizcaya.
- Iglesia de San Francisco de Asís.

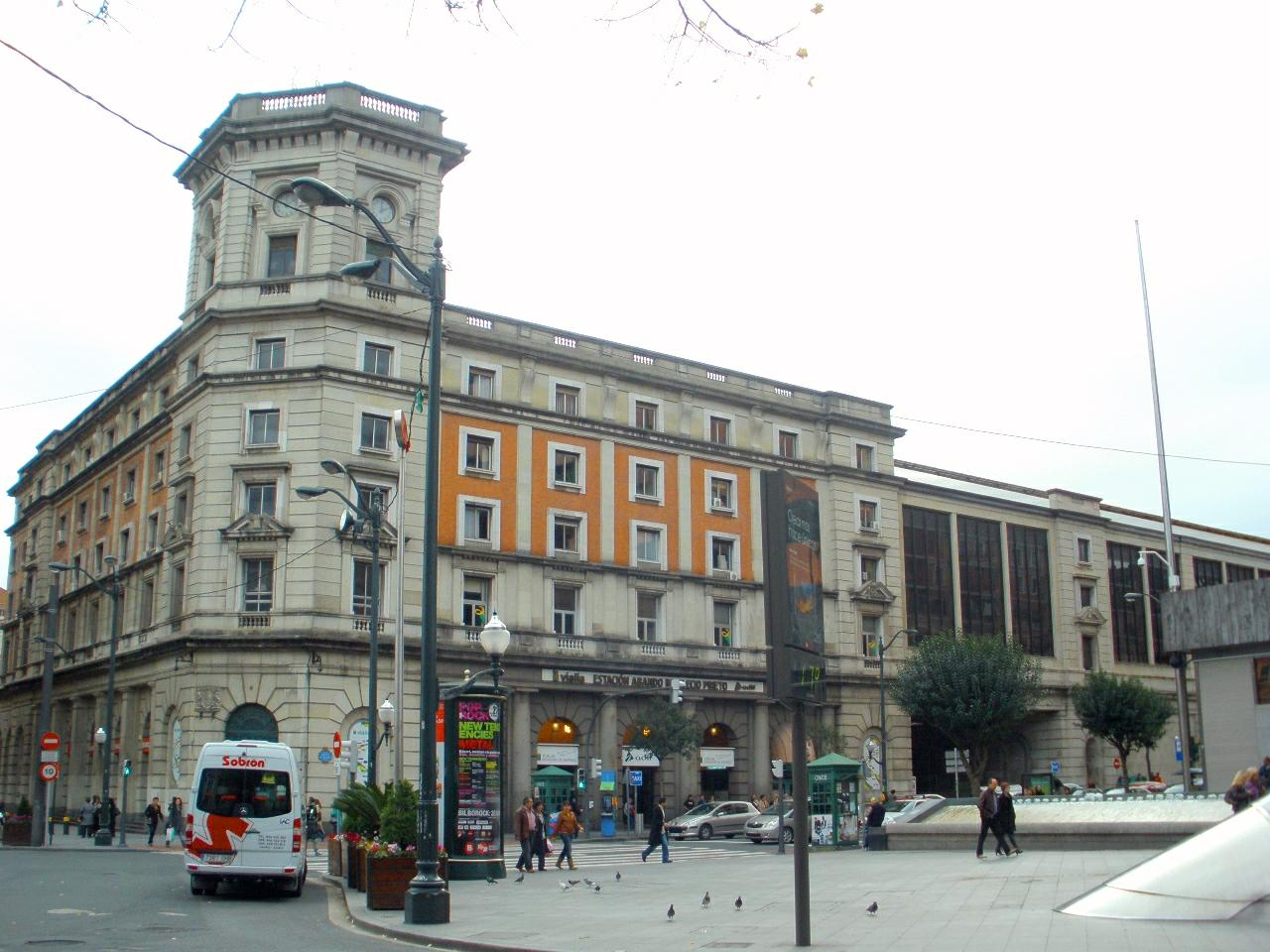
Estación de Abando Indalecio Prieto
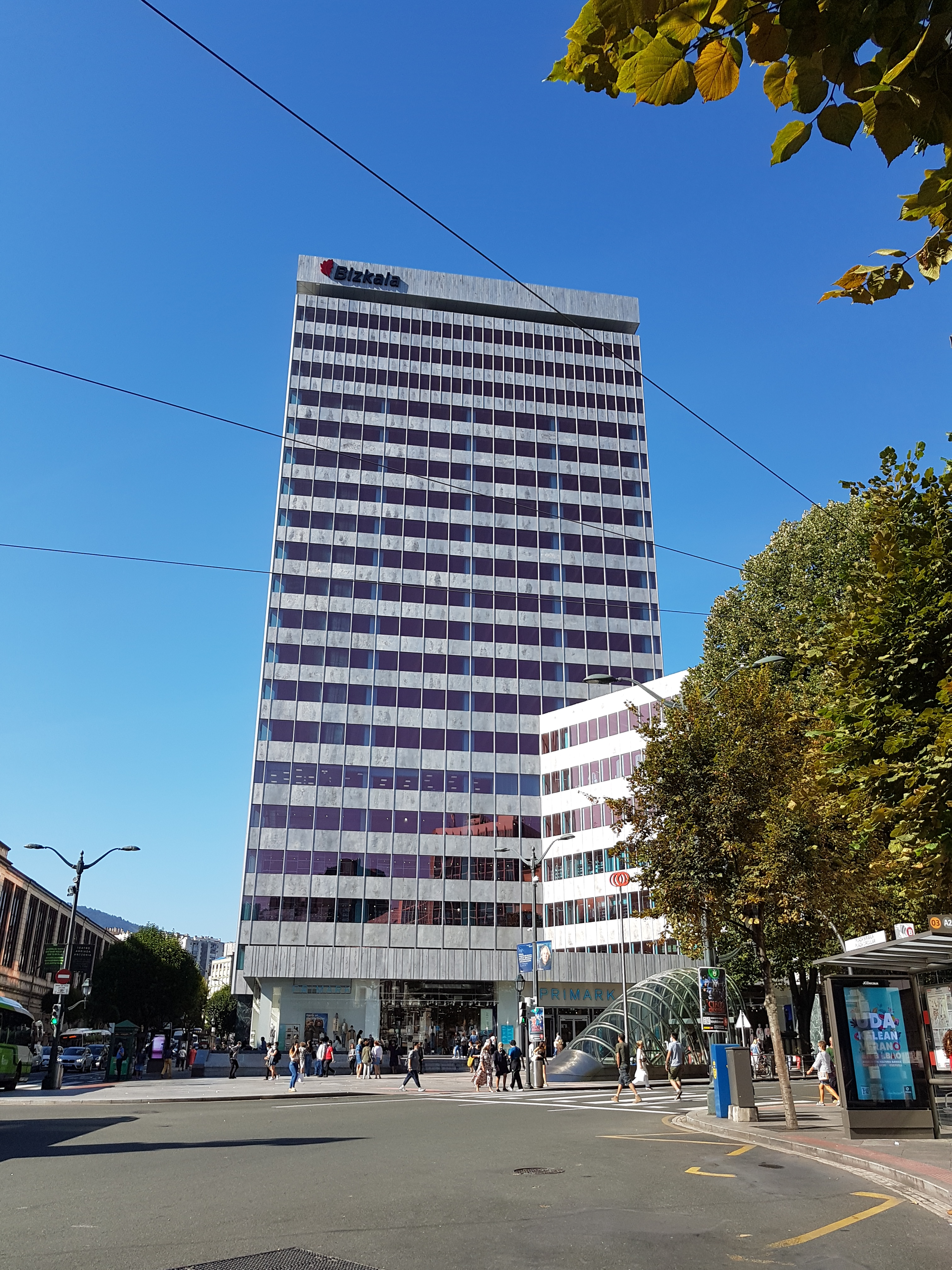
Torre Bizkaia
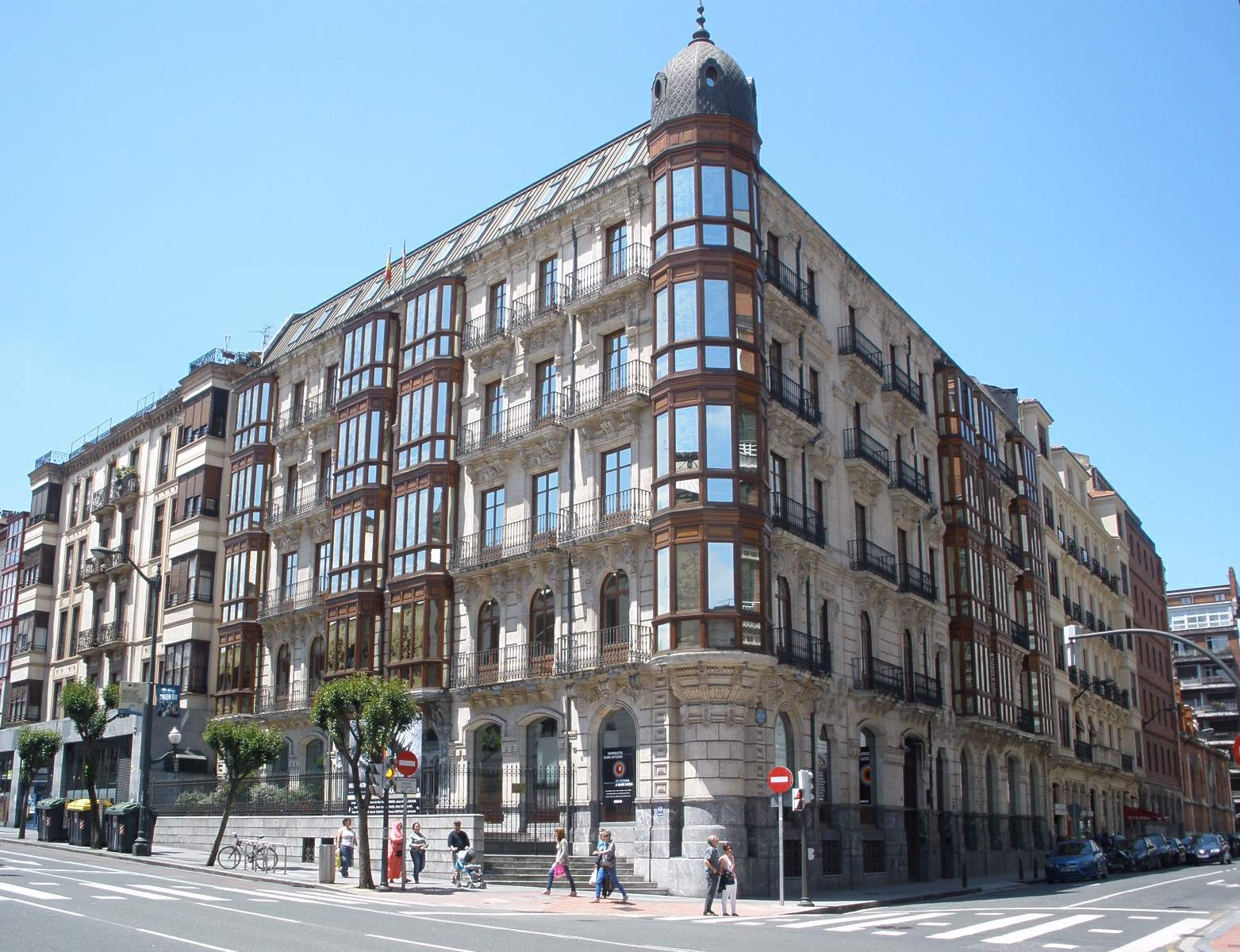
Edificio de la sede en Bilbao de las Juntas Generales de Vizcaya
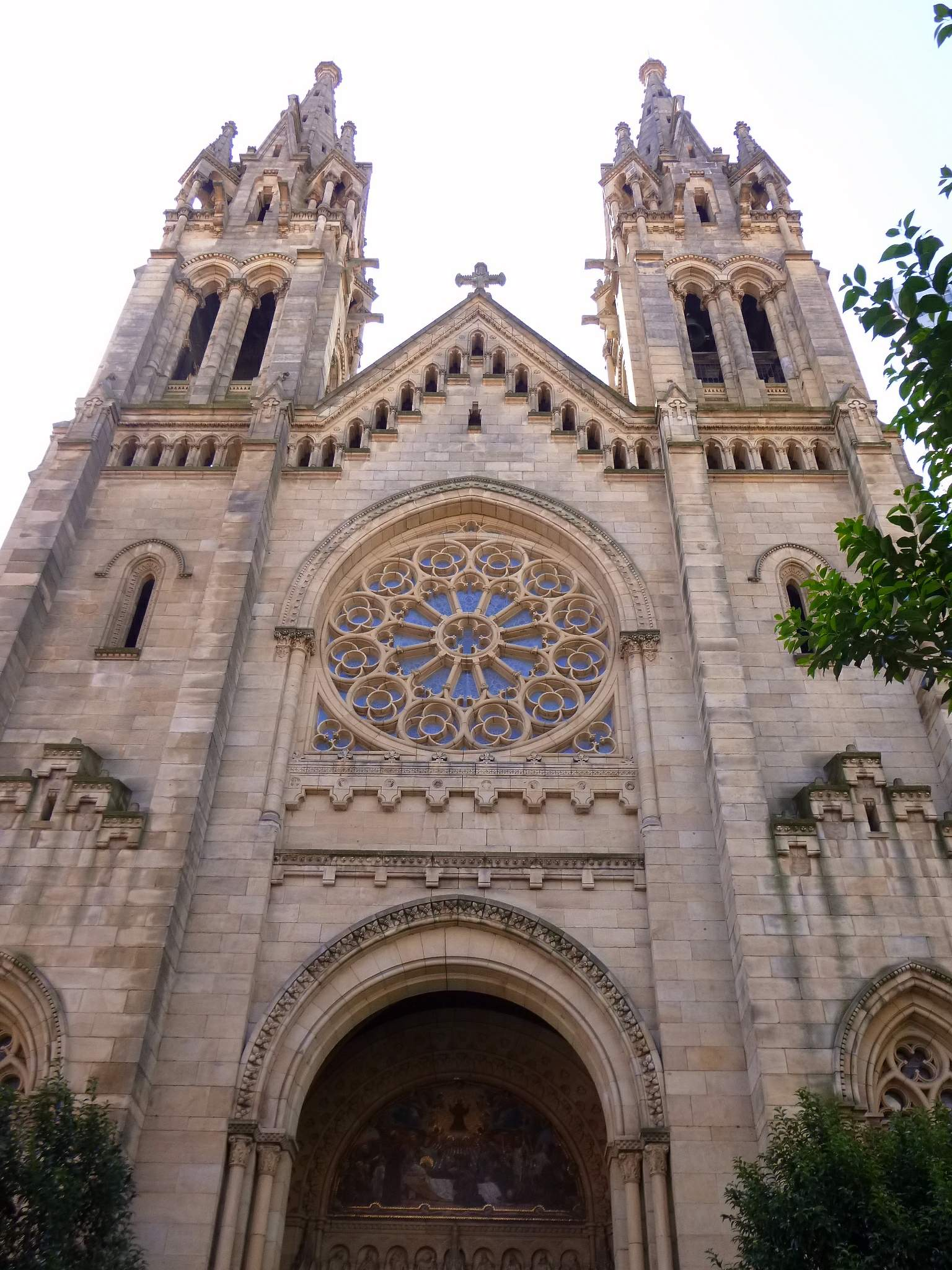
Iglesia de San Francisco de Asís